# يان شوبرت
يان شوبرت (بالإنجليزية: Ian Schubert)‏ هو لاعب دوري الرغبي أسترالي، ولد في 22 أغسطس 1956 في Wauchope, New South Wales ‏ في أستراليا.